# Vasco Trilla
Vasco Trilla Gomes Dos Santos (* um 1978 in Barcelona) ist ein spanischer Jazz- und Improvisationsmusiker (Schlagzeug).

## Leben und Wirken
Trilla begann erst im Alter von neunzehn Jahren Schlagzeug zu lernen. Zunächst spielte er als Autodidakt Progressive Rock und Metal, aber nach und nach entwickelte er ein Interesse an einer Vielzahl verschiedener Genres wie Jazz, indische Musik, afrikanische Musik, Klezmer, freie Improvisation usw. Er studierte Kunstgeschichte. Seit 2010 arbeitete er mit vielen verschiedenen Bands und Projekten zusammen, tourte und machte Aufnahmen, darunter Avant-Rock mit October Equus, The Oddvisers und Planeta Imaginario, Mambo-Free-Rock mit Reptilian Mambo, World-Jazz mit Boi Akih (um Monica Akihary) und Mundo Flotante. Weiter gehörte er zum Filthy Habits Ensemble, einem Jazz-Oktett, das das Repertoire von Frank Zappa und Strawinsky spielte, zu Cows On Trees, einem Jazz-/Improvisationsquartett mit Saxophonist Yedo Gibson, Susana Santos Silva und Kaja Draksler, zum Duo Balimonster mit Angel Ontalva sowie zu einem Duo mit Yedo Gibson.
In den 2010er- und 2020er-Jahren hat Trilla sich vor allem auf die Improvisationsszene konzentriert; er entwickelte erweiterte Techniken für das Schlagzeug und behandelte es als textural-melodisches Instrument. Er spielte mit Improvisatoren wie Jamaaladeen Tacuma, Andrea Centazzo, Mars Williams (Spiracle, 2020; Critical Mass, 2023), Peter Evans, Rodrigo Amado, Marshall Allen, David Stakenäs, Lotte Anker, Jasper Stadhouders, Mikołaj Trzaska, Rafał Mazur, Artur Majewski, Anna Kaluza, Martin Kuchen, Richard Barrett, Jorma Tapio, Christer Bothén, Luís Vicente oder Luc Ex. 
Mit dem Trio Phicus, in dem Trilla mit dem Gitarristen Ferran Fages und dem Bassisten Alex Reviriego wöchentlich übt und das als Einheit arbeiten möchte, hat er bisher drei Alben vorgelegt. Im Trio TNT spielt er mit dem Saxophonisten Ricardo Tejero und dem Bassisten Johannes Nästesjö.
Trilla hat rund 60 Tonträger bei Labels wie Cuneiform Records, Altrock Records, Leo Records, Discordian Records, Audition Records, El Negocito Records, Jacc Records, FMR Records und Clean Feed veröffentlicht.

## Diskographische Hinweise
- Gravelshard: Gravelshard (2024, mit Luís Vicente, Olaf Rupp, John Hughes)
- Mars Williams & Vasco Trilla: Awakening Nature from Her Dream(Not Two, 2025)